# Karl Koller
Karl Koller (ur. 8 lutego 1929 w Hölles, zm. 24 stycznia 2009 w Wiedniu) – austriacki piłkarz grający na pozycji pomocnika. Brązowy medalista MŚ 54. Wieloletni zawodnik First Vienna FC.
Piłkarzem First Vienna FC był w latach 1949-1966. W 1955 zdobył tytuł mistrza kraju. W reprezentacji Austrii zagrał 86 razy i strzelił 5 bramek. Debiutował 23 marca 1952 w meczu z Belgią, ostatni raz zagrał w 1965. Podczas MŚ 54 wystąpił we wszystkich meczach Austrii w turnieju. Podobnie było cztery lata później, a w meczu z reprezentacją Anglią strzelił bramkę.